# Gornji Velemerić
Gornji Velemerić is een plaats in de gemeente Barilović in de Kroatische provincie Karlovac. De plaats telt 109 inwoners (2001).